# Фрэнсис, Рон
Роналд «Рон» Фрэнсис (англ. Ronald "Ron" Francis; 1 марта, 1963, Су-Сент-Мари, Онтарио) — профессиональный канадский хоккеист, центрфорвард. В Национальной хоккейной лиге отыграл 23 сезона. С 28 апреля 2014 года — генеральный менеджер клуба НХЛ «Каролина Харрикейнз». В марте 2018 года стал президентом по хоккейным операциям. В 2019 году был назначен на должность генерального менеджера нового клуба НХЛ «Сиэтл Кракен».

## Игровая карьера
Первым клубом Фрэнсиса был «Хартфорд», затем в 1991 году он был обменян в «Питтсбург», в котором играл в одном звене с Марио Лемьё. В 1998 году Фрэнсис вернулся в команду, в которой начинал свою карьеру: «Каролина» является «наследницей» прекратившего существования «Хартфорда». В 2002 году, в 39 лет дошёл с ней до финала Кубка Стэнли, проиграв там Детройту.
В январе 2006 года, перед началом матча регулярного чемпионата «Каролина» — «Атланта», прошла церемония поднятия под своды дворца спорта свитера с номером 10. Под этим номером Фрэнсис выступал за «Каролину». Его 23-летняя карьера официально завершилась в сентябре 2005 года, когда ему было 42 года.
После локаута Фрэнсис ушёл — достойных предложений не поступило. «Что буду делать дальше? Тренировать команду 12-летних мальчишек, где играет мой сын, следить за волейбольными победами дочки. Наверное, так и проходит старость», — говорил Фрэнсис после ухода.
За годы своей карьеры Фрэнсис выиграл два Кубка Стэнли в составе «Питтсбурга»: в 1991 и 1992 годах. Он сыграл в НХЛ 1731 матч (5-й показатель, на 48 матчей меньше рекорда), набрал 1798 очков по системе «гол+пас» (5-й показатель) и по числу голевых передач (1249) занимает второе место вслед за Уэйном Гретцки.

## Награды
- 1990/91 Кубок Стэнли
- 1991/92 Кубок Стэнли
- 1994/95 «Лэди Бинг Мемориал Трофи»
- 1994/95 «Фрэнк Дж. Селки Трофи»
- 1997/98 «Лэди Бинг Мемориал Трофи»
- 2001/02 «Лэди Бинг Мемориал Трофи»
- 2001/02 «Кинг Клэнси Мемориал Трофи»
- 2001/02 Приз игроку НХЛ за благотворительность

## Статистика
| Легенда | Легенда                    | Легенда | Легенда                   | Легенда | Легенда    |
| ------- | -------------------------- | ------- | ------------------------- | ------- | ---------- |
| И       | Количество проведённых игр | Штр     | Штрафное время            | +/−     | Плюс-минус |
| Г       | Голы                       | П       | Голевые передачи          | О       | Очки       |
| -       | Статистика неизвестна      | —       | Статистика не учитывалась |         |            |